# Christian Piot
Christian Piot (Seraing, 1947. október 6. –) belga válogatott labdarúgó, edző.

## Fordítás
- Ez a szócikk részben vagy egészben  a   Christian Piot című angol Wikipédia-szócikk fordításán alapul.  Az eredeti cikk szerkesztőit annak laptörténete sorolja fel. Ez a jelzés csupán a megfogalmazás eredetét és a szerzői jogokat jelzi, nem szolgál a cikkben szereplő információk forrásmegjelöléseként.